# Johannes Kuppe
Johannes Kuppe (* 19. Dezember 1935 in Breslau, Schlesien) ist ein deutscher Politikwissenschaftler, der u. a. mit Peter Christian Ludz das DDR-Handbuch herausgab und sich insbesondere mit der DDR-Forschung in der Bundesrepublik befasste.